# Bresia
En la mitología griega, Bresia (Βραισία) es una princesa chipriota hija del rey Cíniras y de Metarme, la hija de Pigmalión.
Cuando su madre, imprudentemente, afirmó que su hija Esmirna era aún más bella que la diosa Afrodita, esta tomó venganza haciendo que la joven se enamorase de su propio padre y que sus hermanas (Bresia, Laogore y Orsedice) se unieran con extranjeros y marcharan a Egipto.